# Замок Маунтлонг
Замок Маунтлонг (англ. Mountlong Castle) — один із замків Ірландії, розташований в графстві Корк, на східному березі річки Стік, в горах Маунтлонг, на південь від селища Белгулі. Нині лежить в руїнах.

## Історія замку Маунтлонг
Замок Маунтлонг побудований в 1631 році Джоном Лонгом. Замок був заселений тільки 10 років. У 1641 році спалахнуло повстання за незалежність Ірландії, замок став ареною боїв і був зруйнований.
Замок складається з основного прямокутного блоку з чотирма прямокутними кутовими виступаючими вежами. Західні вежі дуже зруйновні, східні ще стоять. Замок Маунтлонг дуже схожий на замок Монкстаун, тому є версія, що ці замки збудовані одним архітектором.
Нині цей замок — живописні руїни, що стоять на приватній землі, біля ферм. Замок відвідувати забороняють власники.